# Joseph Banks
Sir Joseph Banks, 1er.Baronet (Londres, 13 de febrer de 1743 - 19 de juny de 1820), va ser un naturalista, explorador i botànic anglès que va viatjar junt amb James Cook al seu primer gran viatge (1768- 1771). Unes 75 espècies porten el nom de Banks entre les quals es troba el gènere Banksia L.F.. Va ser el primer a introduir a occident Eucalyptus, acàcies i mimoses.
Nascut a Londres dins la família benestant de William i Sarah Bates, Joseph Banks va estudiar a Eton College junt amb Constantine John Phipps. Durant els seus estudis a la Universitat d'Oxford als anys 1760 va mostrar interès per la botànica. A les dècades posteriors a la revolució iniciada per Carl von Linné i després d'heretar la fortuna del seu pare, Banks es va dedicar a temps complet a la botànica. Aviat es va fer un nom en publicar les primeres descripcions d'acord amb els ensenyaments de Linné sobre plantes i animals de Terranova i Labrador.
Va ser elegit per participar en una expedició científica conjunta de la Marina Reial Britànica i la Royal Society al sud de l'oceà Pacífic a bord del HMB Endeavour entre 1768-1771. Aquest fou el primer dels viatges d'exploració de James Cook en aquesta regió.
L'expedició va anar al Brasil i altres parts d'Amèrica del Sud, Tahití (on es va observar el trànsit de Venus, que era la missió principal de l'expedició), Nova Zelanda i finalment a la costa est d'Austràlia on Cook va cartografiar la costa i va prendre terra a Botany Bay a prop de l'actual Sydney i Cooktown a Queensland, on van romandre gairebé 7 setmanes mentre reparaven el vaixell que havia sofert desperfectes en passar la Gran Barrera de Corall. Mentre van estar a terra, Joseph Banks i Daniel Solander van realitzar la primera recol·lecció de flora australiana, descrivint moltes espècies noves per a la ciència.
Mentre van romandre al Brasil, Banks va realitzar la primera descripció científica de la buguenvíl·lea (nomenada en honor de l'homòleg frances de Cook, Louis Antoine de Bougainville. En tornar a Anglaterra va ser elegit membre de la Royal Society i posteriorment va ser elegit el seu president entre 1778 i 1820. Abans de deixar Anglaterra, Banks va ser iniciat en la maçoneria.
La seva estada a Austràlia va despertar en Banks la seva segona gran passió, la colonització britànica del continent. Ell va ser el major defensor de la colonització de Nova Gal·les del Sud. Linné fins i tot va proposar el nom de «Banksia» per a la regió però finalment se li va assignar a un gènere de Proteàcies, Banksia. Després de la seva tornada, va deixar les illes britàniques únicament una vegada, amb motiu d'un viatge a Islàndia. En aquesta expedició, duta a terme al vaixell de la Marina Reial Britànica Sir Lawrence el 1772, va estar acompanyat pel botànic suec Daniel Solander.
Va ser nomenat baronet el 1781, tres anys després d'haver estat elegit president de la Royal Society. Va mantenir el càrrec durant el rècord de 42 anys, i des d'aquí va poder dirigir el rumb de la ciència britànica de la primera part del segle xix. Banks va ser responsable directe de diverses expedicions famoses, incloent-hi la de George Vancouver al Pacífic nord-oest d'Amèrica del Nord i els viatges de William Bligh per trasplantar l'arbre del pa del Pacífic sud al Carib. Aquesta última expedició va fer-se famosa per acollir el motí de la Bounty. El polèmic Bligh va ser nomenat governador de Nova Gal·les del Sud a proposta de Banks, el que ocasionaria la rebel·lió del rom de 1808.
Durant bona part d'aquest període, Banks va ser conseller informal del rei Jordi III del Regne Unit als Reials Jardins Botànics de Kew, un càrrec que va formalitzar el 1797. Banks va enviar exploradors i botànics a moltes parts del món, i mitjançant aquests esforços, els jardins de Kew es van convertir en els jardins botànics més importants del món, i, de fet, moltes espècies van ser introduïdes a Europa a través d'ells.
D'altra banda, Banks també va finançar econòmicament els treballs del geòleg William Smith en el seu treball (que li va portar una dècada) de crear el primer mapa geològic d'Anglaterra, que va ser el primer mapa geològic d'un país sencer de la història i va ser també el principal impulsor de la creació de l'African Association, organització creada amb l'objectiu de millorar el coneixement de la geografia del continent africà.
Banks va morir a Londres a l'edat de 77 anys.
El principal impacte de Banks a la història va ser com «sistematizador», molt d'acord amb els corrents del seu temps. També va ser un defensor de la naturalesa internacional de la ciència, tant en mantenir obertes línies de comunicació amb científics del continent durant les Guerres Napoleòniques com en introduir els britànics a les meravelles naturals del món. Com a exemple de la seva influència al Pacífic sud, el seu nom apareix avui als mapes: Península de Banks a l'illa sud de Nova Zelanda i les Illes Banks a Vanuatu.